# Oberbuchsiten
Oberbuchsiten är en ort och kommun i distriktet Gäu i kantonen Solothurn, Schweiz. Kommunen har 2 386 invånare (2023).